# Myra Adele Logan
Myra Adele Logan (1908 - 13 de enero de 1977) es conocida por ser la primera mujer médica, cirujana y anatomista afroamericana que realizó con éxito una operación a corazón abierto. Tras este logro, Logan centró su trabajo en la cirugía cardíaca infantil y participó en el desarrollo del antibiótico aureomicina, que trataba enfermedades bacterianas, víricas y rickettsias, y la mayor parte de su práctica médica la realizó en el Hospital de Harlem de Nueva York. Logan estudió medicina en la época anterior a los derechos civiles. La mayoría de las mujeres negras que ejercían la medicina en esta época tenían que ir a una escuela separada de las mujeres blancas. Obtener un título de médico como mujer afroamericana durante esta época era extremadamente difícil desde el punto de vista social.
Aparte de su trabajo como profesional de la medicina, Logan también dedicó su tiempo a organizaciones como la NAACP, Planned Parenthood y la Comisión contra la Discriminación del Estado de Nueva York.

## Vida personal

### Primeros años y educación
Myra Adele Logan nació en Tuskegee, Alabama, en 1908, hija de Warren y Adella Hunt Logan. Era la menor de ocho hijos y hermana de Arthur R. Logan. Su madre tenía estudios universitarios y participaba en los movimientos sufragistas y sanitarios. Su padre fue tesorero y administrador del Instituto Tuskegee y el primer miembro del personal seleccionado por Booker T. Washington. La educación primaria de Logan se llevó a cabo en el laboratorio de Tuskegee, la casa de los niños. Tras graduarse con honores en el instituto de Tuskegee, asistió a una universidad históricamente negra, la Universidad de Atlanta, y se graduó como valedictorian de su clase en 1927. A continuación se trasladó a Nueva York y asistió a la Universidad de Columbia, donde obtuvo un máster en psicología. Trabajó en la YWCA de Connecticut antes de optar por la carrera de medicina. Logan fue la primera persona en recibir una beca de 10.000 dólares durante cuatro años para Walter Gray Crump, destinada exclusivamente a ayudar a los estudiantes de medicina afroamericanos a asistir al New York Medical College. Se licenció en medicina en 1933. Fue la segunda mujer afroamericana interna en el Hospital de Harlem, en Nueva York, y allí hizo su residencia de cirugía. Mientras trabajaba en el Hospital de Harlem, Logan conoció y se casó con el pintor Charles Alston el 8 de abril de 1944. Alston estaba trabajando en un proyecto de mural en el hospital y utilizó a Logan como modelo para la obra Modern Medicine. En el lienzo al óleo, Logan aparece como una enfermera con un bebé en brazos. El proyecto pretendía combinar el hecho de la escasez de médicos afroamericanos en esa época con el papel de género maternal que se atribuía a las mujeres. Alston la incluyó junto al Dr. Louis Wright, que fue el primer médico afroamericano del Hospital de Harlem, y a Louis Pasteur en esta obra, mostrando el avance de la medicina occidental con profesionales sanitarios afroamericanos y caucásicos trabajando codo con codo.
Ese mural ha sido restaurado y se puede ver en la Galería del Hospital de Harlem.

### Vida posterior
Fuera de su carrera, Logan fue una reconocida pianista clásica. Después de su jubilación en 1970, formó parte de la Junta de Compensación de los Trabajadores del Estado de Nueva York. El 13 de enero de 1977, Logan murió de cáncer de pulmón en el Hospital Mount Sinai a la edad de 68 años.

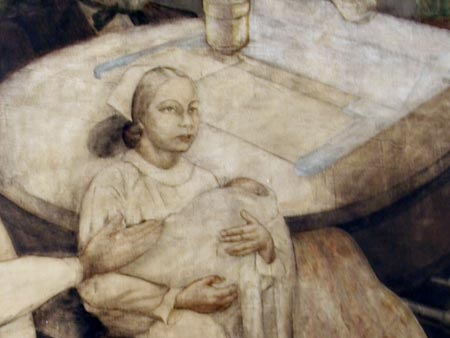
Detalle de Modern Medicine (óleo sobre lienzo) de Charles Alston en el Hospital de Harlem, un mural encargado en 1936 por la WPA. Logan era entonces médico interno en el hospital y sirvió de modelo para el mural; aparece como enfermera con un bebé en brazos.

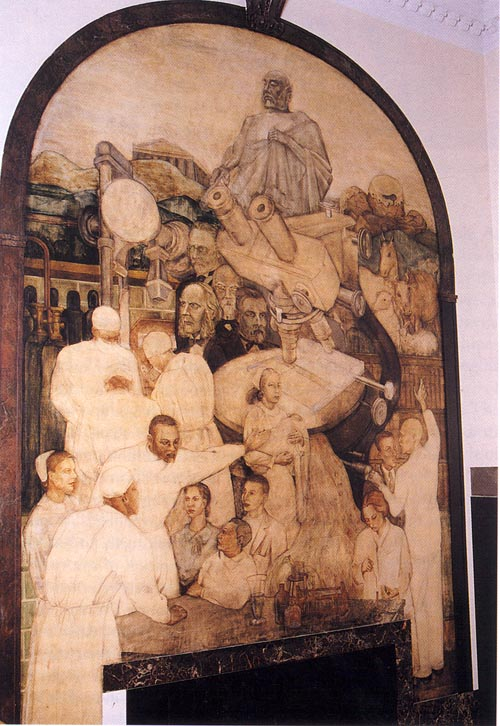

## Carrera de medicina

### Cirugía
Myra Adele Logan pasó la mayor parte de su carrera como cirujana asociada en el Hospital de Harlem. Siguió siendo cirujana después de terminar sus estudios. También fue cirujana visitante en el Hospital Sydenham, y todo ello sin dejar de mantener su propia consulta privada. En 1943, Logan se convirtió en la primera mujer en realizar una cirugía de baipás, un procedimiento quirúrgico a corazón abierto, que fue el noveno de su tipo en el mundo en ese momento. Fue entonces cuando empezó a dedicar su carrera a la cirugía cardíaca infantil junto con el desarrollo del antibiótico Aureomycin. En 1951, Logan fue elegida miembro del Colegio Americano de Cirujanos.

### Desarrollo de antibióticos
Trabajó con un equipo de médicos que trató eficazmente a 25 pacientes de linfogranuloma venéreo con la Aureomicina desarrollada. Tras cuatro días de tratamiento con Aureomicina, el tamaño de las glándulas de ocho pacientes con bubones se había reducido. Logan publicó estos resultados en los Archives of Surgery y en el Journal of American Medical Surgery; también publicó los resultados de su investigación con Puromicina en múltiples revistas y archivos. También trabajó con otro médico del Hospital de Harlem, el Dr. Louis T. Wright, en la investigación de antibióticos.

### Investigación del cáncer de mama

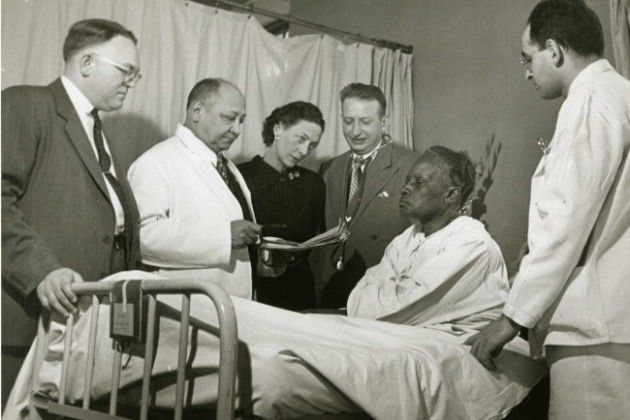
Myra Logan con sus colegas junto a la cama de una paciente, en el Hospital de Harlem, Nueva York, N.Y. De izquierda a derecha: Lyndon M. Hill, Louis T. Wright, Myra Logan, Aaron Prigot, una paciente afroamericana no identificada y un empleado del hospital no identificado.

En la década de 1960, dedicó su tiempo a investigar tratamientos para el cáncer de mama, lo que condujo al desarrollo de procesos tecnológicos de rayos X que detectaban con mayor precisión las diferencias en la densidad de los tejidos; esto permitió una detección más temprana y fácil del cáncer de mama, así como de otros tipos de tumores.
El Grupo Médico del Alto Manhattan del Plan de Seguros de Salud (HIP) fue uno de los primeros grupos de prácticas en los Estados Unidos, y Logan ayudó a fundar la práctica, así como a servir como tesorera. Logan trabajó en el Comité de Salud de la NAACP, en el Comité de Prácticas Laborales Justas del Estado de Nueva York, en el Comité Nacional del Cáncer y en el Comité de la Asociación Médica Nacional.

## Otras afiliaciones

### Trabajo Social
Logan estaba comprometida con las cuestiones sociales a pesar de su apretada agenda como cirujana. Durante su carrera, fue miembro de la Comisión del Estado de Nueva York sobre la Discriminación, de la Asociación Nacional para el Progreso de las Personas de Color (NAACP) y de Planned Parenthood. Durante la administración del gobernador Thomas E. Dewey, Logan fue miembro de la Comisión sobre Discriminación del Estado de Nueva York. Ella y otros 7 miembros dimitieron de la comisión en 1944 cuando Dewey archivó la legislación que habían redactado en materia de antidiscriminación. En 1970, al jubilarse, formó parte de la Junta de Compensación de los Trabajadores del Estado de Nueva York.

## Otras lecturas
- Haber, Louis (1979). Women pioneers of science. ISBN 978-0152992026. OCLC 731559034.

- Datos: Q11339803
- Multimedia: Myra Adele Logan / Q11339803